# Koreanische Kunstgalerie
Die Koreanische Kunstgalerie (kor. 조선미술박물관) ist ein Kunstmuseum in der nordkoreanischen Hauptstadt Pjöngjang. Das Museum wurde im August oder September 1954 eröffnet.

## Beschreibung
Auf einer Fläche von 11.000 m² über vier Etagen wird koreanische Kunst aus der Zeit der Antike bis zur Gegenwart gezeigt. Es handelt sich vor allem um Malereien und Skulpturen. Insgesamt verfügt das Gebäude im Neoklassizistischen Stil über 22 Ausstellungsräume verschiedener Größe. Wie im ganzen Land üblich ist ein Teil der Ausstellung Kim Il-sung und Kim Jong-il gewidmet. Das Dach ist zur Straßenseite hin mit einer großen Nachbildung der Flagge der koreanischen Volksarmee verziert.
Das Gebäude befindet sich auf dem Kim-Il-sung-Platz neben dem Historischen Museum an der Sungri-Straße im zentralen Stadtbezirk Chung-guyŏk (Kyongrim-dong).